# جورج آي. فوجيموتو
جورج آي. فوجيموتو (بالإنجليزية: George I. Fujimoto)‏ هو كيميائي أمريكي، ولد في 1 يوليو 1920 في سياتل في الولايات المتحدة.